# Реал Сосьедад B
«Реал Сосьедад B» (баск. Reala Sociedad B, исп. Real Sociedad de Fútbol B) — испанский футбольный клуб из Сан-Себастьяна, Страна Басков, резервная команда клуба «Реал Сосьедад». Клуб основан в 1951 году, гостей принимает на арене «Зубиета», вмещающей 2500 зрителей. Лучшим достижением в чемпионатах Испании является 5-е место в Сегунде в сезоне 1961/62.

## Прежние названия
- 1951—1992 — «Сан-Себастьян»
- 1992— «Реал Сосьедад Б»

## Достижения
- Терсера
  - Победитель (5): 1959/60, 1979/80, 1998/99, 1999/2000, 2009/10

## Сезоны по дивизионам
- Сегунда — 2 сезона
- Сегунда B — 30 сезонов
- Терсера — 27 сезонов

## «Реал Сосьедад C»
Второй резервной командой клуба «Реал Сосьедад» является команда Real Sociedad C.